# Carlos Emanuel Soares Tavares
Carlos Emanuel Soares Tavares, meglio noto come Carlitos (Almada, 23 aprile 1985), è un ex calciatore portoghese naturalizzato capoverdiano, di ruolo difensore.

## Biografia
Nato in Portogallo, è cugino di Nani, anch'egli calciatore.

## Carriera

### Nazionale
Con la nazionale capoverdiana ha preso parte alla Coppa d'Africa 2013.

## Palmarès

### Club

#### Competizioni nazionali
- Campionato cipriota: 1

AEL Limassol: 2011-2012